# Skeets (DC Comics)
Skeets es un robot ficticio de inteligencia artificial del futuro en el universo DC Comics. Por lo general, se ve como compañero de Booster Gold, coestrellas en la serie limitada 52 y el posterior Booster Gold vol. 2.

## Historia de la publicación
Skeets apareció por primera vez en Booster Gold #1 y fue creado por Dan Jurgens.

## Biografía del personaje ficticio

### Booster Gold
Un antiguo robot de seguridad BX9 (construido por Kord Industries o al menos basado en patentes Kord) en el Museo del Espacio, Skeets llegó desde el siglo 25 con Booster Gold (Michael Jon Carter) con titulares de noticias durante los próximos 500 años. Booster usó este conocimiento para hacerse rico y para detener los desastres antes de que ocurrieran. Su éxito condujo a la inducción de Booster a la encarnación de Maxwell Lord de la Liga de la Justicia. Skeets aparentemente fue despedido y guardado en el almacén (donde él mató tiempo navegando el Internet) durante el mandato de Booster en la Liga de Justicia, pero fue reactivado para ayudar con reparaciones cuando Doomsday maltrató el traje de poder de Booster. Aunque no pudo arreglar el traje, Skeets volvió a revelar su utilidad cuando Escarabajo Azul adquirió el "Exorian Flesh Driver", una tecnología alienígena capaz de alimentarse de la energía corporal particular de Booster. CDispuesto a sustituir la armadura sustituta más voluminosa que se vio obligado a construir para Booster, pero sin el software adecuado, Escarabajo descargó la conciencia de Skeets en la armadura. Como el "Flesh Driver", Skeets todavía podía asesorar y ayudar a su dueño, pero también podía tomar el control del cuerpo de Booster y las funciones motoras cuando Booster fuera golpeado y quedara inconsciente. También estaba a cargo de las características más avanzadas del traje, "racionándolos" para forzar a su dueño a un uso más racional del Flesh Driver.
Al parecer, cuando el Profesor Hamilton construyó a Booster un nuevo traje de poder, similar a su tecnología original del siglo XXI (que contiene brevemente la conciencia de Skeets de la misma manera que el "Flesh Driver"), Skeets volvió a ser reconstruido como un robot autónomo.

### Crisis infinita
Skeets fue destruido en Countdown to Infinite Crisis de un disparo de Maxwell Lord y utilizado como tecnología de vigilancia que llevó a la muerte de Ted Kord. Tras los eventos del Proyecto OMAC, Booster desapareció, diciéndole a su amigo Bea que se iba a casa.
Booster reapareció inexplicablemente con Skeets en la Luna en Crisis Infinita #2. Llegaron después de que Superboy Prime destruyera la Atalaya de la Liga de la Justicia y se fuera en busca del escarabajo Escarabajo Azul. Lo encontraron con Jaime Reyes y junto con Batman y un equipo de héroes, destruyeron a Brother Eye.

### 52
Después de los eventos de Crisis Infinita, Skeets intenta ayudar a Booster a reconstruir su reputación, pero predice incorrectamente varios eventos futuros en el proceso. Skeets es examinado más adelante por Will Magnus, que dice que nada está mal con él. Booster y Skeets entran en el laboratorio de Rip Hunter para interrogarlo sobre posibles cambios en el tiempo. Booster encuentra que Rip ha desaparecido y buscando encuentran notas garabateadas que indican que Booster es responsable de los cambios en el tiempo. Booster eventualmente pierde su fama y fortuna después de una pelea escenificada con un "supervillano" trajendole consecuencias contraproducente. Un nuevo superhéroe llamado Supernova aparece y rápidamente eclipsa Booster en popularidad. Booster intenta recuperar su popularidad previniendo el derrumbe de un submarino nuclear, pero muere después de explotar.
Skeets recluta al antepasado de Booster, Daniel, una semana después para recuperar el acceso al laboratorio de Rip. Skeets deja a Daniel atrapado en un bucle repetitivo de tiempo después de que Daniel descubre las notas garabateadas, lo que indica que Skeets es responsable de los cambios en el tiempo. Skeets más tarde atrae una invasión a Metrópolis con el fin de extraer a Rip Hunter de su laboratorio, lo que resulta en la masacre de varios civiles y superhéroes aficionados. Cuando la nueva Liga de la Justicia de Firestorm intenta detenerlo, Skeets mata al nuevo Super-Jefe y se escapa. Skeets entonces tortura a Waverider y despacha al Comandante del Tiempo con el fin de descubrir la ubicación de Rip, mientras que implica que la piel de metal de Waverider fue fundida para construir Skeets de sí mismo.
Skeets eventualmente localiza Rip en la ciudad Botella de Kandor, junto con Supernova. Supernova se revela como un Booster Gold disfrazado, quien fingió su muerte con la ayuda de Rip para detener los planes de Skeets. Rip utiliza un proyector de la Zona Fantasma en un intento de detener Skeets. Skeets absorbe la propia de la Zona Fantasma forzando a Rip y Booster a escapar. Booster reaparece durante la III Guerra Mundial y roba un misil de nanotecnología de John Henry Irons con el fin de detener Skeets. Booster y Rip usan a T.O. Morrow y la cabeza cortada del Tornado Rojo como cebo para atraer a Skeets, quien toma el cebo e intenta extraer el mapa desde la cabeza del Tornado Rojo cuando Booster y Rip vuelven a aparecer. La cáscara de Skeets se abre entonces para revelar a Mister Mind mutada, que ha usado a Skeets como un capullo durante su metamorfosis. Booster y Rip escapan de nuevo a "donde todo comenzó".
Mientras Mister Mind devasta los 52 nuevos universos generados por la Crisis Infinita, Booster Gold y Rip Hunter, usando el escarabajo de Escarabajo Azul de la Crisis on Infinite Earths y la suspensión de los laboratorios de Sivana convierten los defectuosos, pero aún conscientes restos de Skeets en una bomba de tiempo. Para contener a Mister Mind lo suficiente como para ser lanzado por Booster y la nueva Supernova, Daniel Carter. Aunque totalmente destruido, es reconstruido más tarde de un responsómetro rescatado que sostiene una copia parcial de su hombre-mismo, combinado con el respaldo de Doc Magnus de su primer trabajo de la reparación. Ubicado en un nuevo cuerpo, Skeets despierta incapaz de recordar los eventos del año pasado, con Booster rellenando felizmente las lagunas en su memoria.

### Un año después
La cáscara vacía de Skeets se convierte en parte de los recuerdos de la liga de la justicia en la sala del trofeo del en Liga de la justicia de América vol. 2, #7. Más tarde aparece en la serie Booster Gold 2007 junto con el personaje del mismo nombre, Rip Hunter, y Daniel Carter, continuando sus 52 aventuras. Skeets ahora tiene una forma nueva y actualizada, más cuadrada que su anterior forma redonda. También se revela que Skeets es ahora un bot de seguridad modelo 2.0.
En Justice League: Generation Lost, Skeets ayuda a Booster, junto con Fuego, Hielo y el Capitán Átomo, con la búsqueda del hombre para llevar al resucitado Maxwell Lord a la justicia. Sin embargo, Lord utiliza sus poderes psíquicos al máximo para borrar toda memoria de sí mismo de las mentes del mundo entero. Por alguna razón, Skeets y los miembros de JLI son los únicos que recuerdan la existencia de Lord. Skeets se las arregla para cortar la información de Checkmate después de que se le informó a hackear todos los archivos de todas las organizaciones en la Tierra para encontrar el paradero de Lord.

## Poderes y habilidades
Skeets es un robot de seguridad del siglo XXI (a veces "unidad de valet") con inteligencia artificial. Es capaz de oír, tiene pensamiento cognitivo y proyección de voz, que se considera altamente avanzado para la Tierra del siglo XXI. También tiene antecedentes históricos y titulares que le dan un vasto conocimiento de lo que sucederá entre los siglos 21 y 25, aunque su fiabilidad se ha vuelto cuestionable, como se ha dicho anteriormente. Posee numerosas herramientas en miniatura y armas guardadas dentro de su concha, y también está equipado con un poderoso blaster de energía. Aparentemente es inmune a la realidad y a la manipulación temporal.
Actualmente alojado en un nuevo cuerpo, similar al anterior, pero fabricado por Will Magnus en los tiempos modernos, puede haber perdido varias características, como la única aleación de oro que rodea su cuerpo que Mister Mind afirmó ser la piel de Waverider. Ha conservado su conocimiento parcial pero extendido del futuro. Varios rasgos que viajaban en el tiempo, como la resistencia a los estragos en el tiempo y un faro para mantenerlo siempre en contacto con la Esfera del Tiempo de Rip Hunter, fueron restaurados más tarde por Rip Hunter, quien actualizó el traje de Booster Gold con la misma tecnología para emplear al dúo como agentes temporales.

## En otros medios

### Televisión

#### Acción en vivo
- Skeets aparece en el episodio 18° "Booster" de la décima temporada de la serie Smallville  interpretado por Ross Douglas. Parece un auricular Bluetooth en lugar de su habitual diseño robótico flotante de los cómics, pero sirve con el mismo propósito de guía informático a Booster Gold. En los cómics de la continuación de la serie, Skeets aparece junto con Booster en el arco titulado Argo. Conserva su apariencia robótica original, pero es de cromo en vez de oro.

#### Animado
- Skeets aparece solo dos veces en la serie Liga de la Justicia Ilimitada con la voz de Billy West. Por otro lado su compañero Booster Gold hace varias apariciones a lo largo de toda la serie. Ambos aparecen en el episodio "La historia más grande jamás contada", mientras la gran mayoría de los miembros de la liga luchan con el hechicero Mordru, a Booster Gold se le encarga "Control de Multitudes", Skeets actuó como un semáforo para controlar a la multitud, Luego de eso el ayuda a Booster a detener agujero negro creado por el Dr. Brown. Hace también un breve aparición en el episodio "El Pasado y el Futuro Parte1: Extrañas Leyendas del Oeste". Aunque se vuelve a ver varias veces a Booster, no se muestra nuevamente a Skeets.
- Skeets y Booster aparecen en segundo plano durante el primer episodio de la serie animada Legión de Super Héroes.
- Billy West repite su papel de Skeets en la serie Batman: The Brave and the Bold en el episodio "Menace of Conqueror Caveman!".[18] Él es secuestrado por Kru'll el Eterno después de que Booster revelara lo que lo estaba impulsando. Skeets más tarde salva Booster de versiones súper potentes de los secuaces de Kru'll liberando su carga e invirtiendo los efectos del rayo de Kru'll. Aparece con Booster Gold en "A Bat Divided", pero no tiene un papel de habla. Los Skeets regresaron en ambas partes de "The Siege of Starro" con Booster Gold (que estaba entre los pocos superhéroes que no estaba controlado por los Starros). Skeets estaba con Booster Gold en "Menace of the Madniks".
- Skeets aparece en la serie Justice League Action. Tiene una cámara instantánea estilo Polaroid, que Booster usa en Batman en un episodio.

### Videojuegos
- Skeets aparece en DC Universe Online, es uno de los muchos personajes jugable. Es expresado por J. Shannon Weaver.
- Skeets (junto con Booster Gold) aparecen en Lego Batman 3: Beyond Gotham]], expresado por Roger Craig Smith. Se muestra con Booster Gold cuando el jugador juega como él.